# Halstead
Halstead es una parroquia civil y una villa del distrito de Braintree, en el condado de Essex (Inglaterra), cerca de Colchester y Sudbury. En 2011, tenía una población de 11 053 habitantes. La localidad está situada en el valle del río Colne, y en un inicio se desarrolló sobre una colina al norte del río.

## Toponimia
El nombre Halstead deriva del inglés antiguo hald (refugio, cobijo, salud) y stede (sitio, lugar o granja), por lo que el topónimo significa 'granja saludable', 'lugar seguro' o 'lugar de refugio'.

## Monumentos y lugares de interés
La calle principal está dominada por la iglesia de San Andrés que data del siglo XIV, la cual fue restaurada durante la época victoriana, pero que conserva mucho de la decoración anterior como monumentos funerarios del siglo XIV y anteriores.
Halstead tiene una biblioteca en un gran edificio de planta abierta, construido entre 1864 y 1866 como alhóndiga y que durante algún tiempo funcionó como escuela técnica, antes de adoptar el uso actual como biblioteca. Cerca de Moyns Park, una casa de campo isabelina catalogada de Grado I, es donde Ian Fleming dio los toques finales a su novela Desde Rusia, con amor, según el texto de portada de algunas ediciones recientes.
Hay un museo de la ciudad adjunto a las oficinas del ayuntamiento que presenta artefactos históricos y objetos de interés local.
El Empire Theatre, en Butler Road, organiza noches de bingo ocasionales. 
La panadería Hume's Bakery, que abrió en 1960 todavía sigue funcionando en la actualidad.
La fuente de agua potable del Jubileo fue diseñada por el arquitecto y diseñador arquitectónico Leonard Shuffrey. La fuente de agua potable de piedra fue presentada a la ciudad por George Courtauld y conmemora el Jubileo de Oro de la Reina Victoria.
Otro atractivo de la localidad es el Molino de antigüedades, donde se han filmado algunos episodios del programa de televisión Lovejoy.

## Habitantes ilustres
En Halstead han vivido la escritora Sheila Jacobs, autora de varias novelas cristianas, entre ellas "Los vigilantes", así como también el lanzador profesional de dardos George Bobby, el pescador Bob Nudd y el ganador de 2010 de The X Factor, Matt Cardle. 